# Элиава, Николай Зурабович
Николай Зурабович Элиава (груз. ნიკოლოზ ზურაბის ძე ელიავა, 1874, Ганири, Имеретия — 13 июля 1937) — грузинский адвокат, политик. Член Учредительного собрания Грузии.

## Биография
Родился в 1874 году в Имеретии. Старший брат видного грузинского советского государственного деятеля Шалвы Элиавы (1883—1937).
Окончил юридический факультет Московского университета (1902).
Член РСДРП с 1898 года, входил во фракцию большевиков, с 1917 года примкнул к меньшевикам.
В 1902 году он защищал в суде группу рабочих, задержанных в Батуми после столкновений с полицией и военными во время мартовской демонстрации, организованной Иосифом Джугашвили (Сталиным), требовал освобождения заключенных.
Занимался журналистикой, редактировал журнал «Путешественник». В 1910 году был избран председателем правления Грузинского народного театра. В 1912 году выслан в Ростов, освобождён по амнистии. Снова арестован и провёл три года в петербургской тюрьме, а затем сослан в Астрахань.
С 1916 года он был главным контролёром Тифлисского комитета по раненым на фронте. После февральской революции 1917 года, с марта по ноябрь, он — председатель Тифлисского районного комитета снабжения. С 1917 года — председатель Союза городов Грузии. В ноябре 1917 года избран членом Национального совета Грузии. 26 мая 1918 года подписал Декларацию независимости Демократической Республики Грузия.
Избран членом парламента Демократической Республики Грузии, 12 марта 1919 года — членом Учредительного собрания Республики Грузия по списку социал-демократической партии Грузии.
В 1921 году, после советизации Грузии, покинул страну, жил в Стамбуле, затем в Германии и Франции. В 1926 году вернулся в Грузию. Работал в различных государственных учреждениях; был членом коллегии адвокатов. Во второй половине 1930-х годов был экономистом в Высшем совете по связям с общественностью Грузинской ССР.
Был арестован 15 апреля 1937 года по обвинению в принадлежности к «контрреволюционному центру меньшевиков». Расстрелян 13 июля 1937 года.
Реабилитирован Военным советом Верховного суда СССР 8 октября 1957 года.